# Æskulapsnog
Æskulapsnog (nu Zamenis longissimus, tidligere Elaphe longissima) er en ugiftig slangeart, som tilhører familien snoge. Æskulapsnog findes i Europa. Den er tidligere forekommet i Danmark, men gør det formodentlig ikke længere. Sidste rapporterede fund i Danmark er fra 1910.
Æskulapsnogen er en klatresnog; på dansk kaldes den ofte for hasselsnog eller slet og ret hasling 

## Størrelse og udseende
Æskulapsnogen er den største slange af de slanger, der har levet i Danmark i historisk tid, og den er Europas største slangeart. Den opnår som regel en længde mellem 100 og 150 cm, men den kan blive 200 cm lang, og i lighed med mange andre slangearter er det hunnerne, der bliver størst. Æskulapsnogen har i forhold til sin størrelse et forholdsvis lille hoved, men til gengæld har den en lang kegleformet hale, der udgør ca. 20 procent af dens fulde kropslængde.
Farven hos æskulapsnogen kan godt variere en hel del fra individ til individ; ryggen kan være olivenfarvet, gråbrun, gulbrun eller en blanding af disse farver, og de fleste af dens skæl er kantet med lyse striber. Æskulapsnogen har ofte et par gullige pletter på hver side af nakken. 
Øjnene har runde pupiller med rødgul iris. Desuden har æskulapsnogen som regel en mørk stribe, der løber fra øjet ned til mundvigen.
Æskulapsnogens skæl er glatte, bortset fra kroppens bagerste del, hvor skællene har en svag køl. Ned langs begge sider er de brede bugskinner forsynet med et skarpt knæk, så de danner et par ret skarpe kanter. Det er disse bugkanter æskulapsnogen bruger, når den kravler i træer.

## Historie
Symbolet for lægekunst er en slange, der snor sig op ad en stav - denne slange er en æskulapsnog, og staven kaldes naturligt nok for æskulapstaven. Den menes at have været symbolet for lægekunst i over 3000 år. Æskulapstaven blev brugt af den mest berømte græske lægegud, Asklepios.
- Æskulapstaven, som et symbol for lægernes kunst.
- V-form, som et symbol på veterinærmedicin.
- Æskulapsnog med Skål af Hygieia som et symbol på apotek.
- Asklepios med stav.